# Parafia św. Anny w Kołaczycach
Parafia św. Anny w Kołaczycach – rzymskokatolicka parafia znajdująca się w diecezji rzeszowskiej, w dekanacie Brzostek. Jako datę jej powstania przyjmuje się 1339 r., w którym opat tyniecki Henryk IV uposażył pierwszy kościół parafialny. Obecna świątynia pw. św. Anny, wybudowana w latach 1903–1906, jest piątym kościołem w historii parafii – poprzednie ulegały zniszczeniu w wyniku pożarów i najazdów, a ostatni z nich, noszący wezwanie Narodzenia Najświętszej Maryi Panny, rozebrano w 1903 r.